# Equazione di Scatchard
L'equazione di Scatchard è un'equazione che consente di ricavare la costante di affinità per il legame di un ligando con una proteina. Deve il suo nome al chimico statunitense George Scatchard.

## L'equazione

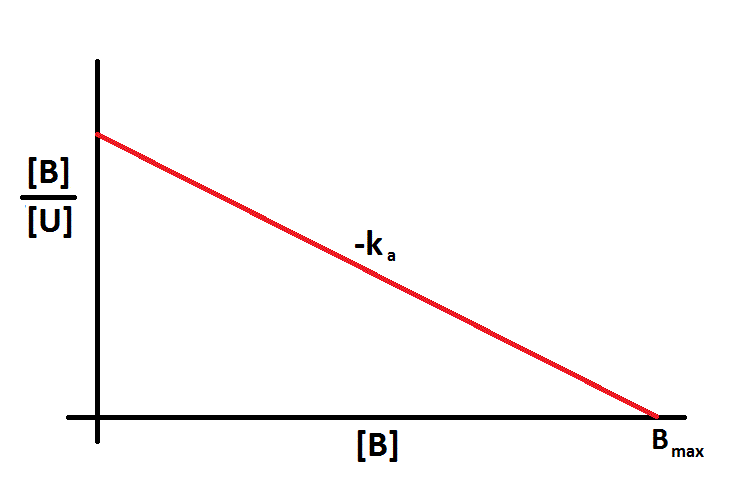
Diagramma di Scatchard dove è riportata in ascisse la concentrazione di ligando legato [B] e in ordinate il rapporto tra le concentrazioni del ligando legato e non legato [B]/[U]

L'equazione di Scatchard assume la seguente forma:
{\displaystyle {\frac {r}{[L]}}=nK_{a}-rK_{a}}
dove r sono le moli di ligando legate per ogni mole di proteina, [L] la concentrazione molare di ligando libero all'equilibrio, n è il numero di siti leganti totali presenti nella proteina.
La costante Ka è la costante di affinità relativa all'equilibrio 
{\displaystyle L+P\rightleftharpoons LP}
da cui, quindi,
{\displaystyle K_{a}={\frac {[LP]}{[L][P]}}}
Riportando graficamente l'equazione di Scatchard, indicando il rapporto r/[L] contro r, si ottiene una retta con coefficiente angolare -Ka e intercetta nKa.
Bisogna ricordare che il modello su cui è basata l'equazione presuppone una eguale affinità per il ligando da parte di tutti i siti proteici, oltre a basarsi sul fatto che non si verifichino cambiamenti conformazionali della proteina in seguito all'instaurarsi del legame. Nel caso in cui non si sia in condizioni di equilibrio, o in presenza di legame cooperativo, il grafico può differire dalla linea retta presentando piuttosto un aspetto curvilineo.